# Municipio de Marmaton (condado de Bourbon)
El municipio de Marmaton (en inglés: Marmaton Township) es un municipio ubicado en el condado de Bourbon en el estado estadounidense de Kansas. En el año 2010 tenía una población de 769 habitantes y una densidad poblacional de 5,29 personas por km².

## Geografía
El municipio de Marmaton se encuentra ubicado en las coordenadas 37°48′45″N 94°48′56″O / 37.81250, -94.81556. Según la Oficina del Censo de los Estados Unidos, el municipio tiene una superficie total de 145.4 km², de la cual 144,59 km² corresponden a tierra firme y (0,55 %) 0,81 km² es agua.

## Demografía
Según el censo de 2010, había 769 personas residiendo en el municipio de Marmaton. La densidad de población era de 5,29 hab./km². De los 769 habitantes, el municipio de Marmaton estaba compuesto por el 96,1 % blancos, el 0,78 % eran afroamericanos, el 0,78 % eran amerindios y el 2,34 % eran de una mezcla de razas. Del total de la población el 1,69 % eran hispanos o latinos de cualquier raza.